# 薄太后陵
汉南陵为汉朝皇家陵寝之一，为汉文帝母亲薄太后墓。位于今陕西省西安市灞桥区狄寨街道鲍旗寨村西北八百米处。
前173年，开始修建。因为吕后已经和父亲汉高帝刘邦合葬汉长陵，所以汉文帝为母亲特自起陵。因为在文帝霸陵之南，故被称为「南陵」。
陵墓封土为覆斗形，底部东西140米，南北长173米，封土高24米。顶部东西40米，南北55米。晋愍帝建兴三年（315年），被盗掘。
1975年，在西安市灞桥区白鹿原上汉文帝母后汉薄太后南陵附近，狄寨公社张李大队（今灞桥区狄寨社区鲍旗寨）修水库的时候，发现了南陵的从葬坑，有大熊猫、爪哇犀、马、羊、狗以及一些动物的骨头。整个陪葬区分为整齐的二十个长方形坑洞，每个坑洞中葬有一种动物，每种动物都装在已经腐朽的木笼子中，甚至有些动物的尸骨旁还放有喂食的陶罐。 
2013年，成为第七批全国重点文物保护单位。